# Saint-Franc
Saint-Franc est une commune française située dans le département de la Savoie, en région Auvergne-Rhône-Alpes.

## Géographie

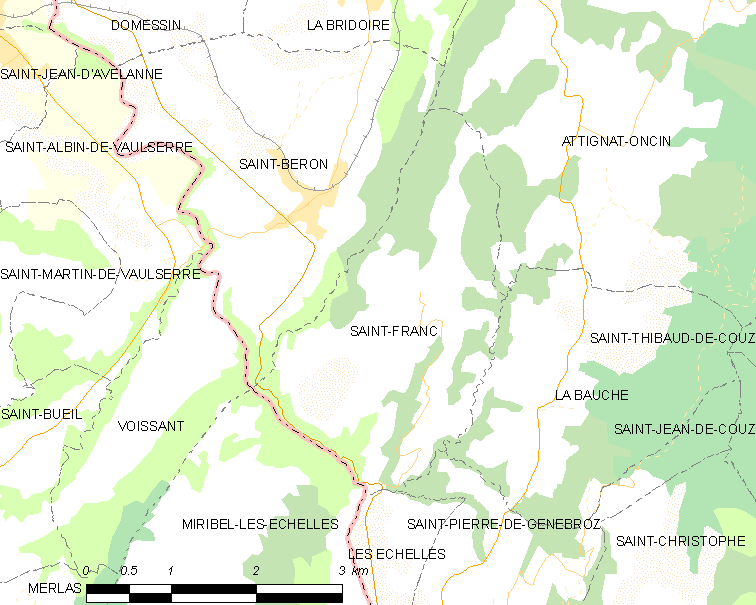
Plan du territoire de Saint-Franc.

### Situation
Saint-Franc est une commune boisée (à 35 %), constituée de plusieurs hameaux, et comptant 725 hectares de territoire dont 245 hectares de forêts et 12 hectares de zones humides. L'altitude minimale de Saint-Franc se trouve au niveau du Guiers alors que l'altitude maximale (725 m) se trouve au niveau de l'oratoire de Notre-Dame du Châtelard.
La commune est située dans la région Auvergne-Rhône-Alpes, à l'extrémité ouest du département de la Savoie. Elle fait partie de l'ensemble géographique appelé Avant-Pays Savoyard.

## Urbanisme

### Typologie
Au 1er janvier 2024, Saint-Franc est catégorisée commune rurale à habitat très dispersé, selon la nouvelle grille communale de densité à sept niveaux définie par l'Insee en 2022.
Elle est située hors unité urbaine. Par ailleurs la commune fait partie de l'aire d'attraction de Chambéry, dont elle est une commune de la couronne,. Cette aire, qui regroupe 115 communes, est catégorisée dans les aires de 200 000 à moins de 700 000 habitants,.

### Occupation des sols
L'occupation des sols de la commune, telle qu'elle ressort de la base de données européenne d’occupation biophysique des sols Corine Land Cover (CLC), est marquée par l'importance des territoires agricoles (60,7 % en 2018), une proportion identique à celle de 1990 (60,7 %). La répartition détaillée en 2018 est la suivante : 
prairies (55,8 %), forêts (39,3 %), zones agricoles hétérogènes (4,9 %).
L'IGN met par ailleurs à disposition un outil en ligne permettant de comparer l’évolution dans le temps de l’occupation des sols de la commune (ou de territoires à des échelles différentes). Plusieurs époques sont accessibles sous forme de cartes ou photos aériennes : la carte de Cassini (XVIIIe siècle), la carte d'état-major (1820-1866) et la période actuelle (1950 à aujourd'hui).

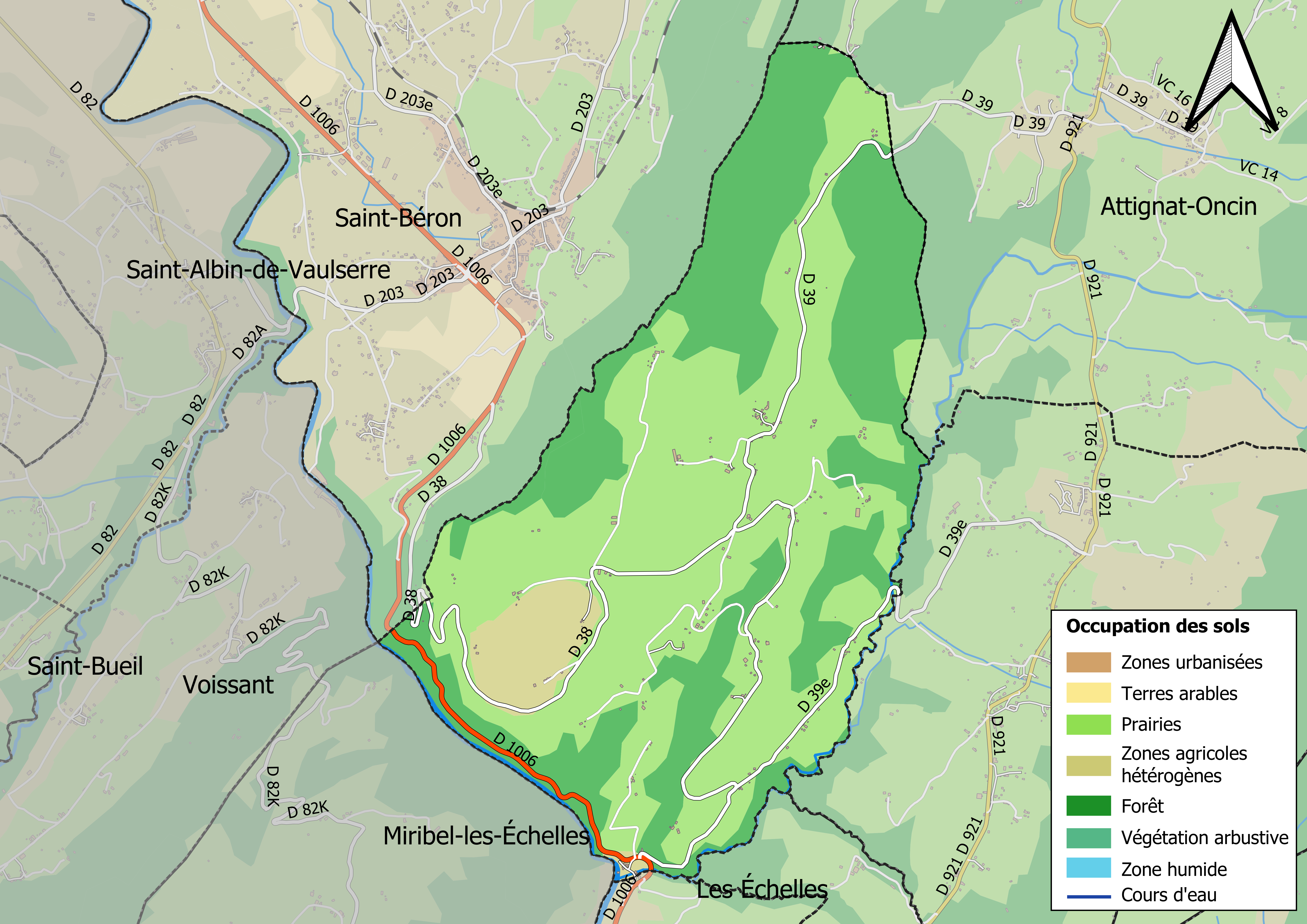
Carte des infrastructures et de l'occupation des sols en 2018 (CLC) de la commune.
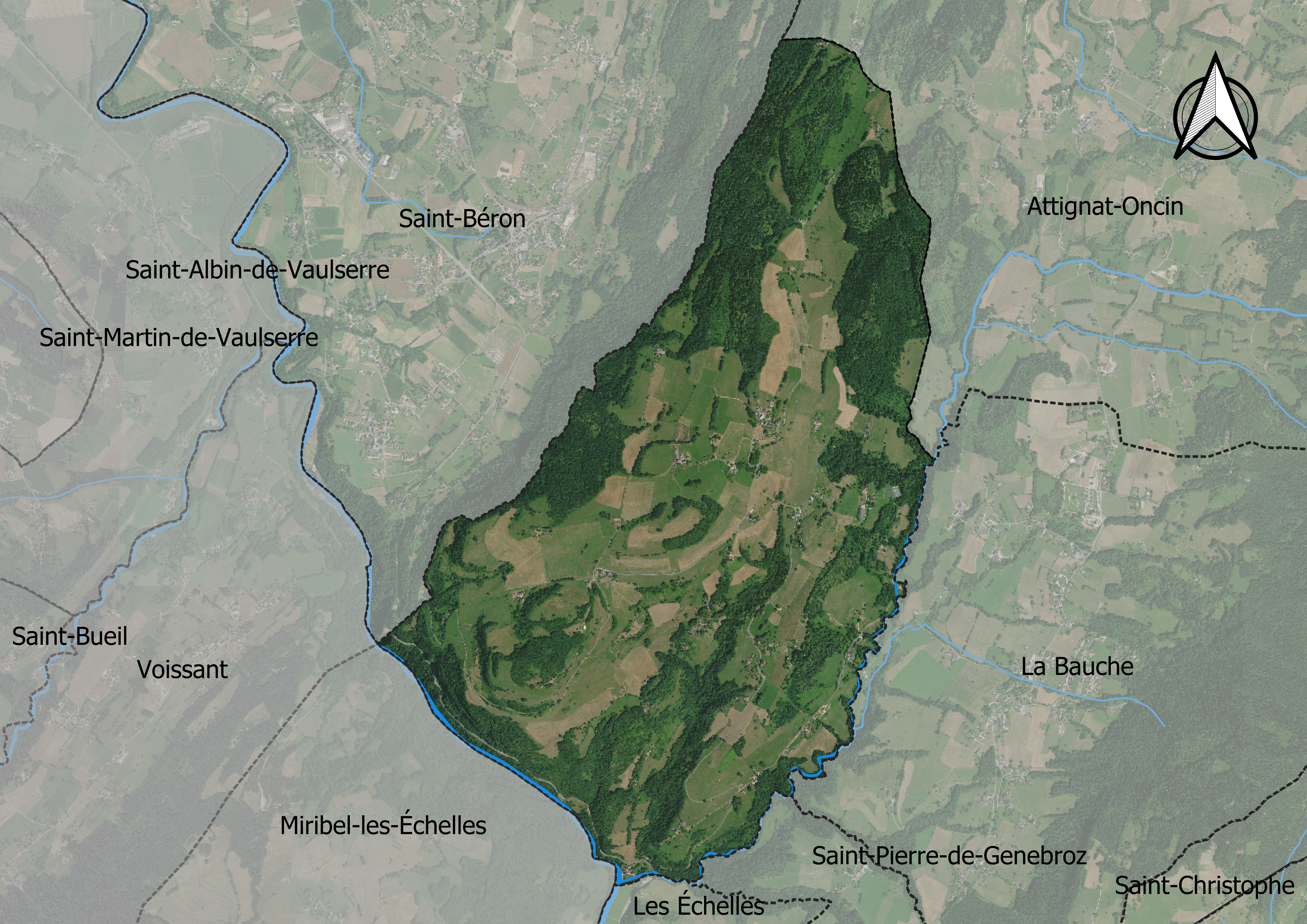
Carte orthophotogrammétrique de la commune.

## Toponymie
Dans les documents médiévaux, Saint-Franc a pris les formes suivantes Sanctus Francus, Ecclesia de Sancto Franco (1142, Gallia Christiana), P. de Sant Franc, conversus (1230 cartulaire de Chalais). On trouve la forme Saint Francon, en 1433. Lors de l'occupation du duché de Savoie par la France révolutionnaire, puis impériale, la commune est temporairement rebaptisée Bois-Franc,.
Le nom fait référence pour le chanoine Gros, à saint Franc, un moine bénédictin en Belgique, du XIIe siècle. Les auteurs de Histoire des communes savoyardes (1982) rappellent que les historiens ont souvent hésité entre le moine du XIIe siècle et un évêque de Worms (?) du XIe siècle.
En francoprovençal, le nom de la commune s'écrit San Fran, selon la graphie de Conflans.

## Histoire
Comme le mentionnent les historiens régionalistes Gérard Bellemin et Jacques Coutaz, il semble que le territoire de la commune de Saint-Franc ait été peuplé dès l'époque préhistorique (présence de mégalithes). Des vestiges romains (poteries, tuiles…) ont été retrouvés en divers lieux de la commune laissant penser qu'une villa romaine y était installée.
La première mention de Saint-Franc est son église, Ecclesia de Sancto Franco, en 1142, d'après la Gallia Christiana,.
En 1220, Anthelme Corbel, propriétaire d'une maison forte à Saint-Franc, se proclame, dans son testament, « Seigneur de Saint-Franc ». Ses descendants donneront la lignée des marquis de Vaulserre lesquels deviendront plus tard les Corbeau de Vaulserre. Cette famille marquera considérablement l'histoire de la commune. À la Révolution française, ils détenaient 54 % des terres de la commune. La maison-forte d'origine des marquis de Vaulserre existe toujours et est occupée par une ferme. Son pigeonnier est resté intact. Du XIIe au XVIIe siècle, l'abbaye de Tamié disposait de nombreuses possessions à Saint-Franc, consenties en 1190 par le comte de Maurienne Thomas Ier. Ces possessions seront progressivement reprises par les marquis de Vaulserre, les dernières étant acquises en 1605. 

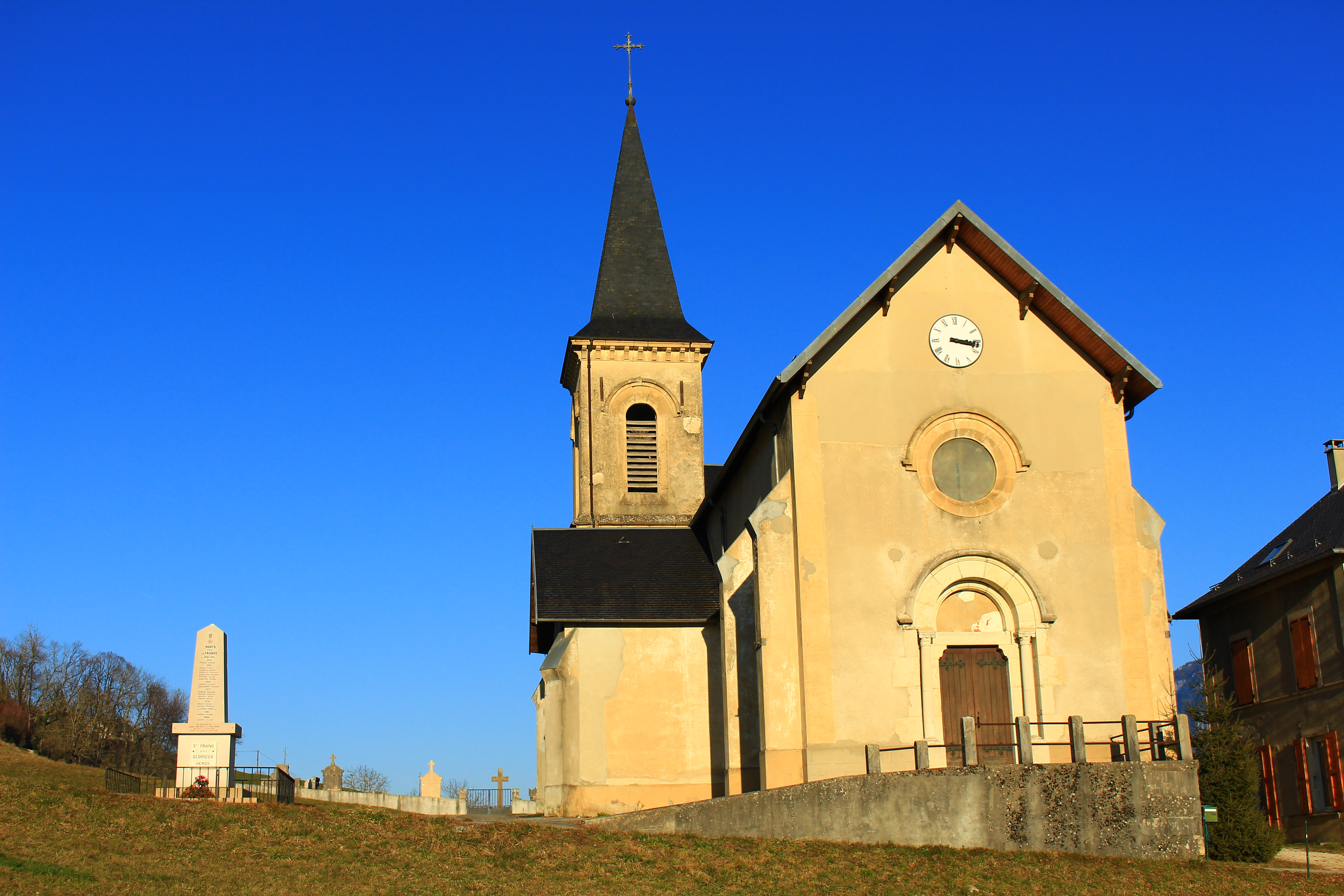
Église de Saint-Franc.

Les premiers registres de la commune débutent en 1675. La mappe sarde de Saint-Franc est achevée en 1729 précisant que plus de 50 % des terres appartiennent à Charles de Corbeau. En 1760, le traité de Turin place la frontière entre France et Savoie au milieu du Guiers, Saint-Franc faisant alors directement face au royaume de France.
Un défrichement des forêts par les communautés religieuses a eu lieu aux XVIe et XVIIe siècles. Des grumes de sapins de Saint-Franc furent acheminés en 1772 le long du Guiers jusqu'à Saint-Genix-sur-Guiers où le Guiers se jette dans le Rhône. De là, les troncs partaient pour Lyon où ils furent utilisés comme pilotis dans le cadre des grands travaux menés par Antoine-Michel Perrache.
Au cours de la période d'occupation du duché de Savoie par les troupes révolutionnaires françaises, à la suite du rattachement de 1792, le commune appartient au canton des Échelles, au sein du département du Mont-Blanc.
Au XVIIIe siècle, Jean-Jacques Rousseau passa par la commune et fait une description du hameau de Chailles dans les Confessions. Un habitant de la commune, Joseph Thévenon, prend part à la guerre de Crimée au sein des bataillons du royaume de Piémont-Sardaigne, allié aux Français et aux Britanniques face aux Russes. Il mourra du choléra en Crimée le 6 août 1855. En avril 1860 a lieu le plébiscite sur l'annexion de la Savoie par la France. Dans la commune de Saint-Franc, 121 électeurs y prennent part avec un score de 100 % en faveur du oui.

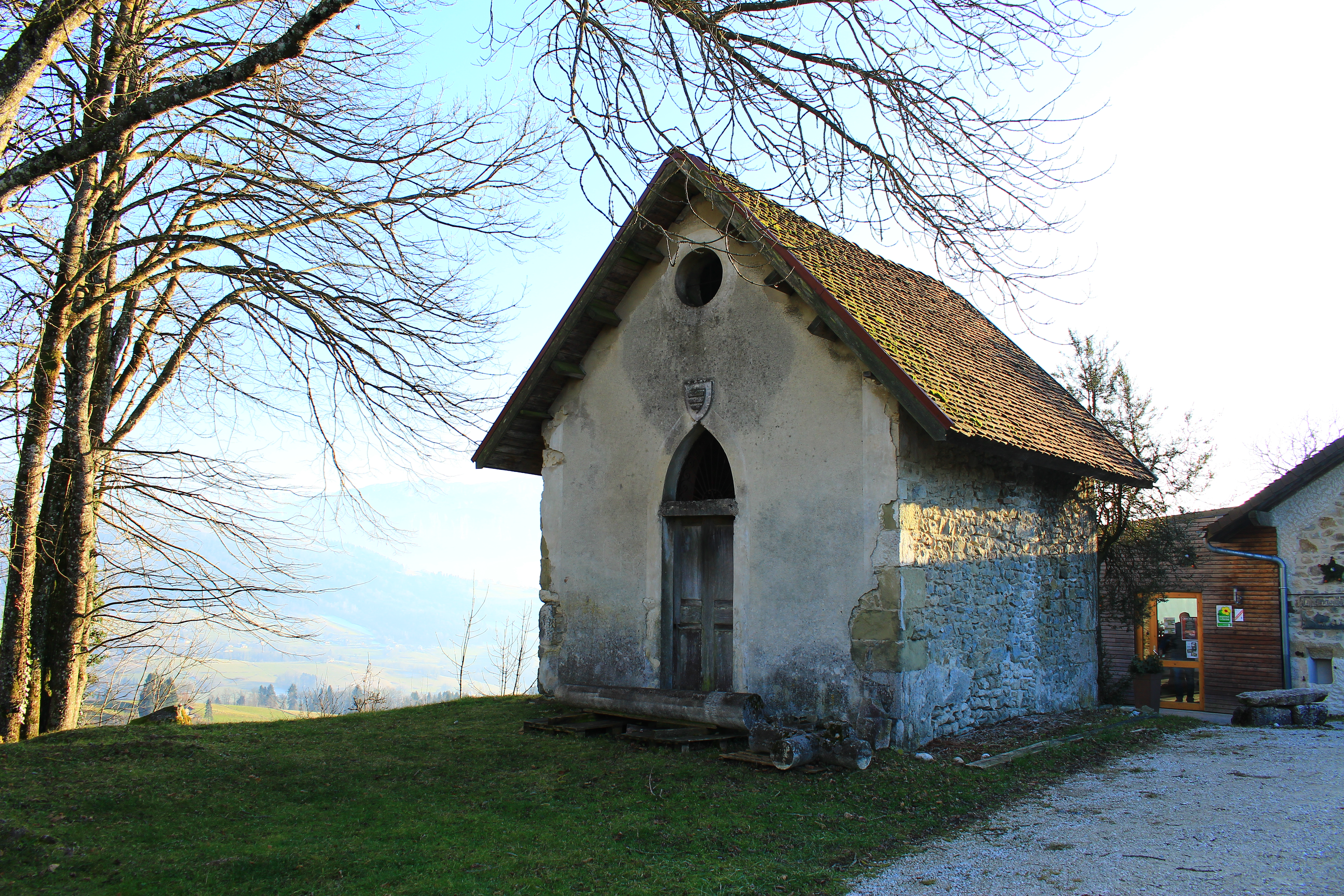
Chapelle de Corbeau de Vaulserre.

Au début du XXe siècle, la commune ne compte que 290 habitants, avec deux auberges, des exploitations produisant des céréales et du fourrage, du bétail, et une épicerie-dépôt de pain et un bureau de tabac. Quelques carrières sont exploitées. L'église actuelle date de 1902, l'ancienne église, située au lieu-dit Le Châtelard où elle avait été bâtie en 1730, menaçait de s'écrouler et fut donc démolie.
Saint-Franc fut un lieu politique au tournant des années 1990 : pendant deux ans, pour copier le pèlerinage mitterrandien de Solutré, Jean-Marie Le Pen se rend à pied jusqu’à la maison d'un sympathisant ayant une école privée dans cette commune ; après plusieurs années de manifestations et contre-manifestations, Jean-Marie Le Pen a renoncé à cette pratique.
Saint-Franc rejoint, lors de sa création en 2004, la communauté de communes du Mont Beauvoir. En 2010, Saint-Franc devient la première commune savoyarde à recevoir le titre de « village étoilé » par l'Association nationale pour la protection du ciel et de l'environnement nocturne grâce à son action pionnière en matière de lutte contre la pollution lumineuse.

## Politique et administration

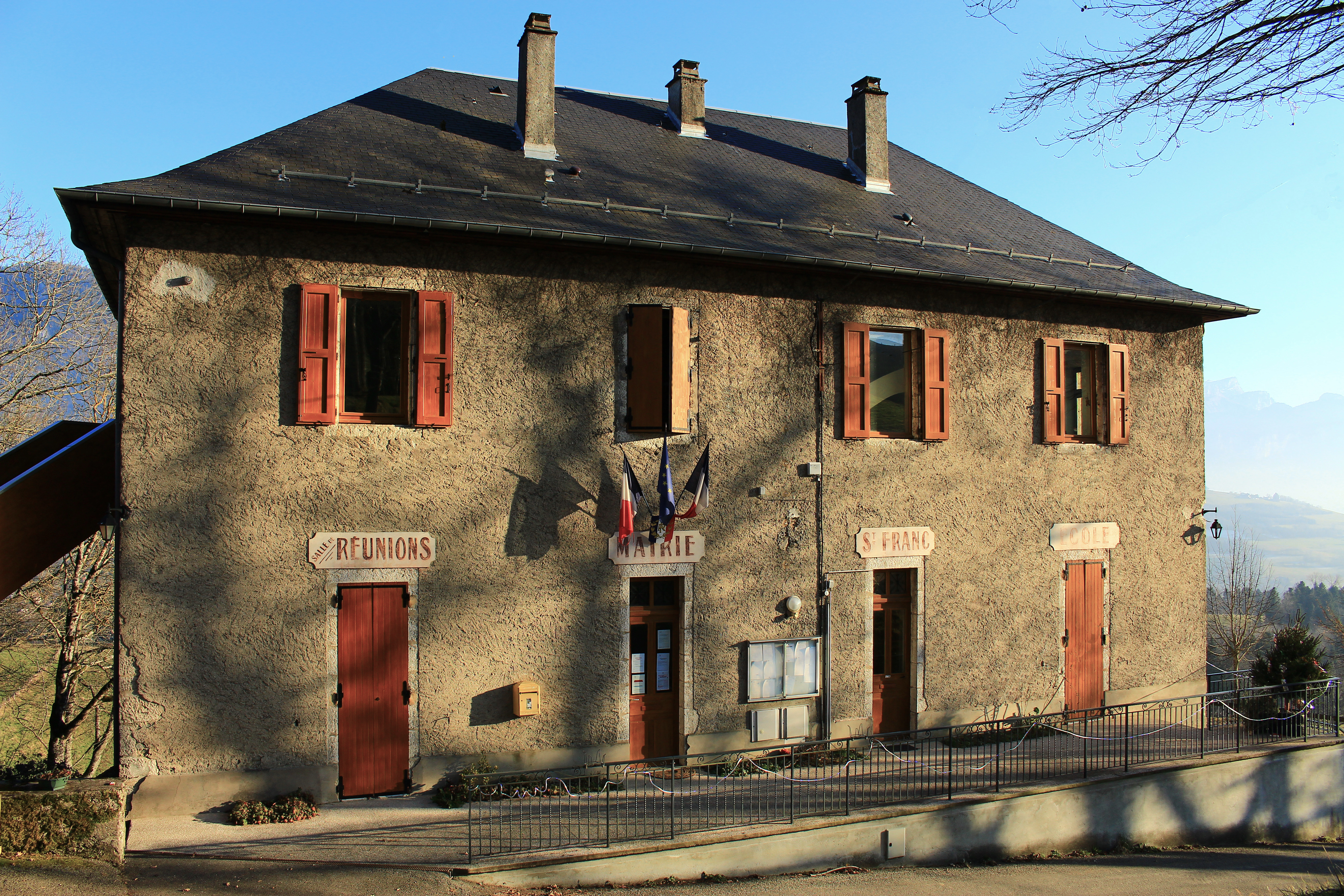
Mairie de Saint-Franc.

| Période                                  | Période   | Identité                    | Étiquette   | Qualité              |
| ---------------------------------------- | --------- | --------------------------- | ----------- | -------------------- |
| mars 1959                                | 1983      | Louis Marré                 | RI puis UDF | Sénateur (1974-1977) |
| 1983                                     | mars 2008 | Guy Combaz[réf. nécessaire] |             |                      |
| mars 2008                                | mars 2020 | Pierre-Auguste Feugier      | SE          | Agriculteur          |
| mars 2020                                | En cours  | Christiane Broto Simon      | SE          |                      |
| Les données manquantes sont à compléter. |           |                             |             |                      |

## Population et société

### Démographie
Ses habitants sont appelés les Saint-Françains, selon le site Internet sabaudia.org. On trouve également la forme Sanfrognots.
L'évolution du nombre d'habitants est connue à travers les recensements de la population effectués dans la commune depuis 1793. Pour les communes de moins de 10 000 habitants, une enquête de recensement portant sur toute la population est réalisée tous les cinq ans, les populations de référence des années intermédiaires étant quant à elles estimées par interpolation ou extrapolation. Pour la commune, le premier recensement exhaustif entrant dans le cadre du nouveau dispositif a été réalisé en 2005.

En 2022, la commune comptait 155 habitants, en évolution de −7,19 % par rapport à 2016 (Savoie : +3,63 %, France hors Mayotte : +2,11 %).
| 1793 | 1800 | 1806 | 1822 | 1838 | 1848 | 1858 | 1861 | 1866 |
| ---- | ---- | ---- | ---- | ---- | ---- | ---- | ---- | ---- |
| 514  | 506  | 562  | 454  | 514  | 556  | 441  | 427  | 416  |

| 1872 | 1876 | 1881 | 1886 | 1891 | 1896 | 1901 | 1906 | 1911 |
| ---- | ---- | ---- | ---- | ---- | ---- | ---- | ---- | ---- |
| 414  | 391  | 340  | 332  | 297  | 277  | 266  | 276  | 277  |

| 1921 | 1926 | 1931 | 1936 | 1946 | 1954 | 1962 | 1968 | 1975 |
| ---- | ---- | ---- | ---- | ---- | ---- | ---- | ---- | ---- |
| 300  | 267  | 221  | 205  | 190  | 170  | 137  | 108  | 87   |

| 1982 | 1990 | 1999 | 2005 | 2006 | 2010 | 2015 | 2020 | 2022 |
| ---- | ---- | ---- | ---- | ---- | ---- | ---- | ---- | ---- |
| 111  | 121  | 146  | 158  | 160  | 149  | 166  | 158  | 155  |

### Enseignement
L'école de la commune, autrefois installée dans les locaux de la mairie, a fermé. La mairie organise le transport en commun des élèves vers la commune de Les Échelles, où se trouvent une école maternelle et élémentaire, ainsi qu'un collège.

## Économie
Le commune fait partie de l'aire géographique de production et transformation du « Bois de Chartreuse », la première AOC de la filière Bois en France,.

## Culture locale et patrimoine

### Lieux et monuments

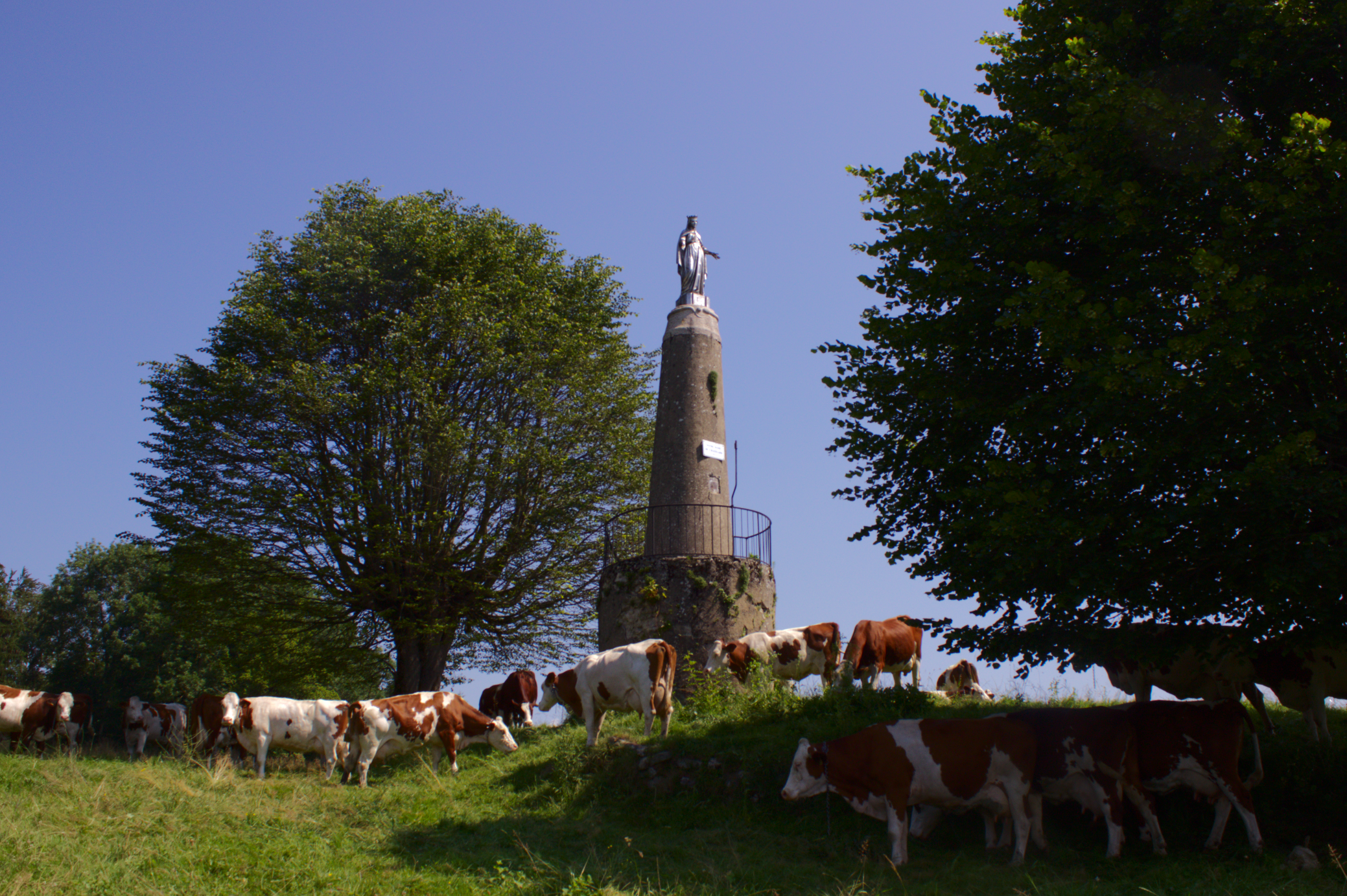
Louis Rochet, Monument à la Vierge Marie (1862), au sommet de Saint-Franc.

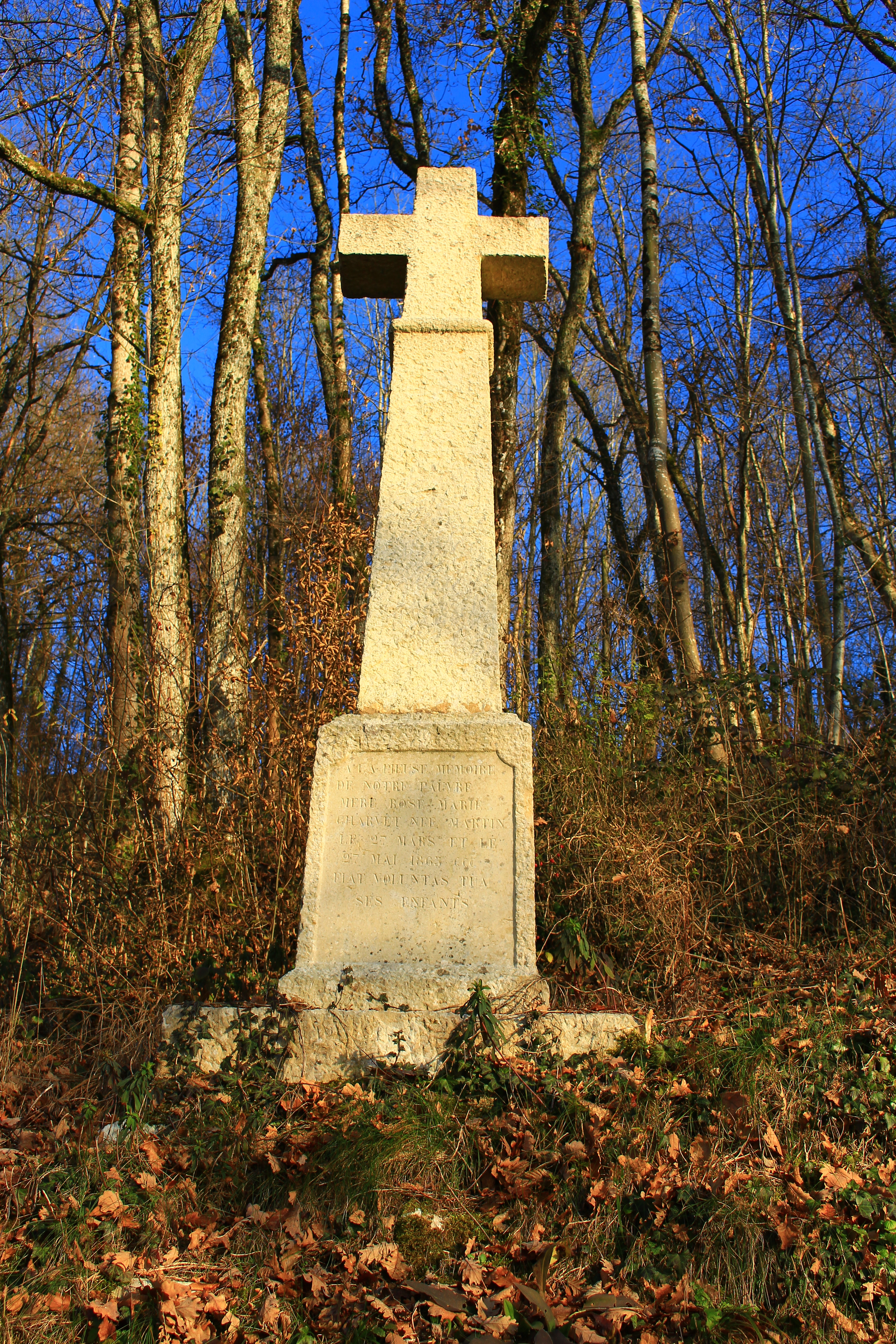
La Croix Charvet.

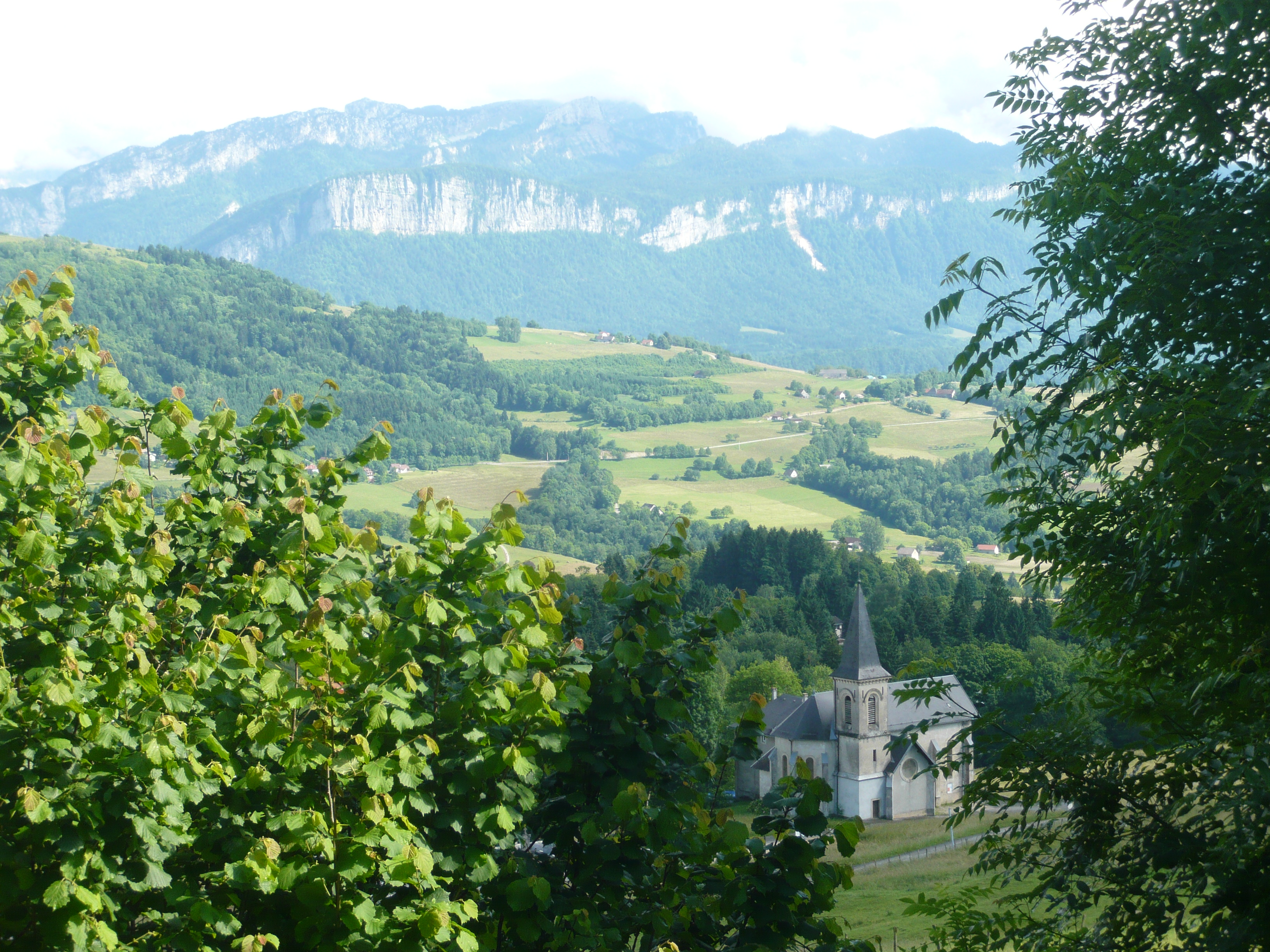
Le village vu depuis les hauteurs.

- L'oratoire de Notre-Dame du Châtelard est le point culminant de la commune d’où l’on découvre le panorama sur le massif du Revard et le lac d'Aiguebelette. L'inauguration eut lieu en 1872 et des pèlerinages étaient organisés chaque année. Le Monument à la Vierge Marie, dont la statue mesure environ 2 mètres de hauteur, fut réalisée en 1862 par le sculpteur Louis Rochet[1].
- L'église communale, construite en 1902 pour remplacer l'ancienne église, devenue vétuste.
- La mairie-école, construite en 1881.
- La chapelle de Corbeau de Vaulserre, située au lieu-dit Le Châtelard, était à l'origine,  la chapelle sud de l'ancienne église communale (datant de 1730) et qui a été conservée lors du transfert de l'église. Elle fut érigée sur ordre de Marie François Charles de Corbeau, marquis de Vaulserre afin de maintenir la mémoire des membres défunts de la maison de Corbeau, seigneurs de Saint-Franc, inhumés dans l'ancienne église[1]. Une croix médiévale datée de 1437, dont il reste le socle et certains éléments remarquables, fait face à l'entrée de la chapelle.
- La Croix Charvet, située le long de la route départementale menant de Saint-Béron à Saint-Franc, rappelle l'odieux assassinat de Marie-Rose Martin, épouse Charvet, le 27 mars 1865. Ce jour-là, une flaque de sang et un cabas appartenant à la victime sont retrouvés à l'emplacement de la croix. Son corps sera découvert deux mois plus tard flottant dans le Rhône, dans la commune de Briord (Ain). Le meurtrier ne sera jamais identifié. Le marquis de Vaulserre fait ériger la croix le 27 mars 1866 afin d'honorer la mémoire de la victime dans un village encore sous le choc[1].

### Patrimoine naturel
La commune fait partie du parc naturel régional de Chartreuse.

### Personnalités liées à la commune
- Félix Charvet, né à Saint-Franc le 22 juin 1891, deviendra moine et missionnaire à Malacca, Singapour puis en Chine pour le compte des Missions étrangères de Paris. Il meurt au monastère de Notre-Dame de Consolation à Yang Kia Ping (actuel Hebei) le 15 juillet 1933[1].
- La famille noble de Corbeau de Saint-Franc et de Vaulserre (XIIIe siècle). Seigneurs des Échelles (1258), de Saint-Franc (à la génération suivante). En 1567, acquisition par alliance des terres de Vaulserre. Armes : « D'or à 3 fasces de sable »[22].
- Louis Marré, sénateur de la Savoie (1974-1977).